# Alexis Mérodack-Jeanneau
Alexis Mérodack-Jeanneau (Angers, 1º dicembre 1873 – Angers, 8 marzo 1919) è stato un pittore francese associato al movimento fauves.

## Biografia
Alexis Mérodack-Jeanneau si è formato nell'atelier di Gustave Moreau dove ha incontrato Henri Matisse, Henri Manguin, Albert Marquet, Toulouse-Lautrec, e Douanier Rousseau.
Ha realizzato la sua prima esposizione personale nel 1899. Divenuto famoso per i suoi conflitti aperti con il mondo dell'arte e in particolar modo con il suo mercato,  ha creato direttamente la sua galleria a Parigi dove ha venduto i suoi lavori ed ha organizzato le mostre per Kandinsky e Archipenko.
La sua pittura è poco conosciuta e associata al movimento fauves e al sintetismo di Paul Gauguin.

## Opere (parziale)
- La danseuse jaune, 1912, Musée des Beaux-Arts d'Angers.